# Курай тамарисковий
Курай тамарисковий (Salsola tamariscina) — вид квіткових рослин родини щирицевих (Amaranthaceae).

## Біоморфологічна характеристика
Це однорічна рослина 15–50 см заввишки. Стебло прямовисне; гілки зазвичай сіро-зелені, довгі, прямі та голі, іноді біло-смугасті та шорсткі. Листки вкорочені (0.5–1.5 см завдовжки), з дуже коротким (5–15 мм) гострим горбком на верхівці; приквіткові листки неколючі. Квітки поодинокі по всій рослині. Листочки оцвітини гострі, цілокраї, яйцеподібні, що розвивають при плодах напівкруглі жовтуваті крила. 

## Поширення
Росте у Євразії від України до Монголії.
В Україні вид росте на солонцях, солонцюватих степах, крейдяних оголеннях — у Донецькому Лісостепу, Лівобережному Степу, Криму